# Dendrophthora jauana
Dendrophthora jauana är en sandelträdsväxtart som beskrevs av C.T. Rizzini. Dendrophthora jauana ingår i släktet Dendrophthora och familjen sandelträdsväxter. Inga underarter finns listade i Catalogue of Life.